# Гликон (скульптор)

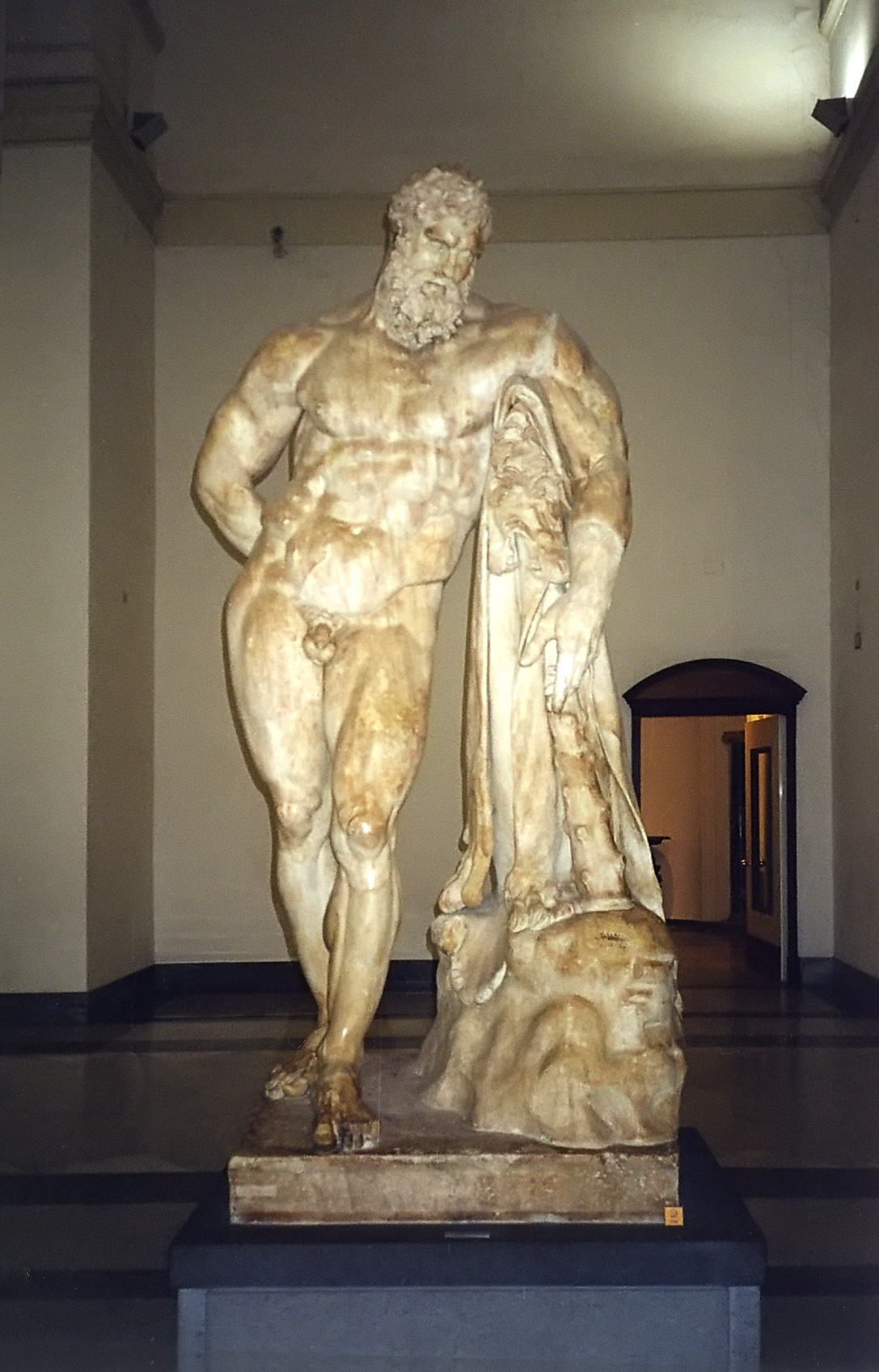
Работа Гликона — Геркулес Фарнезский. Национальный археологический музей Неаполя

Глико́н — древнегреческий скульптор начала III в. н. э. Работал в Афинах и Риме.

## Биография
Сведения о рождении и семье Гликона нет. Судя по всему он родился в Афинах, здесь же работал над своими произведениями в начале III в н. э. Выезжал для выполнения заказов в другие города. Бывал и в Риме. Гликон не создавал оригинальных произведений, а, по обычаю мастеров неоаттической школы, делал копии с классических произведений аттических мастеров.
До нашего времени сохранилась лишь одна работа этого скульптора — Геркулес Фарнезский. Она выполнена из мрамора по бронзовому оригиналу известного древнегреческого скульптора Лисиппа. Найден «Геркулес» Гликона в 1546 году при раскопках руин Терм Каракаллы в Риме. Находка пополнила коллекцию Алессандро Фарнезе, племянника папы Павла III. Отсюда её нынешнее название Геракл Фарнезский. Хранится в Национальном археологическом музее в Неаполе.